# Camilla Martin
Camilla Martin Nygaard (Aarhus, 23 de marzo de 1974) es una deportista danesa que compitió en bádminton, en la modalidad individual.
Participó en cuatro Juegos Olímpicos de Verano, entre los años 1992 y 2204, obteniendo una medalla de plata en Sídney 2000, en la prueba individual, y el quinto lugar en Atlanta 1996.
Ganó una medalla de oro en el Campeonato Mundial de Bádminton de 1999 y seis medallas en el Campeonato Europeo de Bádminton entre los años 1992 y 2004.

## Palmarés internacional
| Juegos Olímpicos   | Juegos Olímpicos       | Juegos Olímpicos  | Juegos Olímpicos |
| Año                | Lugar                  | Medalla           | Prueba           |
| ------------------ | ---------------------- | ----------------- | ---------------- |
| 2000               | Sídney (Australia)     | Medalla de plata  | Individual       |
| Campeonato Mundial |                        |                   |                  |
| Año                | Lugar                  | Medalla           | Prueba           |
| 1999               | Copenhague (Dinamarca) | Medalla de oro    | Individual       |
| Campeonato Europeo |                        |                   |                  |
| Año                | Lugar                  | Medalla           | Prueba           |
| 1992               | Glasgow (Reino Unido)  | Medalla de plata  | Individual       |
| 1996               | Herning (Dinamarca)    | Medalla de oro    | Individual       |
| 1998               | Sofía (Bulgaria)       | Medalla de oro    | Individual       |
| 2000               | Glasgow (Reino Unido)  | Medalla de oro    | Individual       |
| 2002               | Malmö (Suecia)         | Medalla de bronce | Individual       |
| 2004               | Ginebra (Suiza)        | Medalla de bronce | Individual       |